# جاناتان فریلند
جاناتن ساول فریلند (Jonathan Saul Freedland) (زادهٔ ۲۵ فوریه ۱۹۶۷)، یک روزنامه‌نگار اهل انگلستان است که هر هفته یک ستون برای روزنامه گاردین می‌نویسد. او مجری برنامه رادیویی سری تاریخ معاصر رادیو ۴ بی‌بی‌سی به‌نام نمای طولانی (Long View) است. فریلند همچنین رمان‌های مهیجی، بیشتر تحت نام مستعار سام بورن می‌نویسد.

## اوایل زندگی
فریلند جوان‌ترین و تنها پسر از سه فرزند زوج یهودی، زیست‌نامه‌نگار و روزنامه‌نگار مایکل فریلند و متولد اسرائیل سارا هوچیرمن است، او در مدرسه یونیورسیتی کالج که یک مدرسه مستقل پسرانه در همپستید، لندن است، آموزش دید. هنگامی که کودک بود، فریلند گاهی اوقات در کارهای مجری‌گری، پدر خود را همکاری می‌کرد. باری، زمانی که پدر او در حال مصاحبه با اریک مورکامب بود، مورکاب به‌طور شوخی‌آمیز فریلند ۱۰ ساله را متأهل فرض کرد. پس از یک سال وقفه که او در این مدت همراه با صهیونیست کارگر هابومین درور در یک کیبوتص در اسرائیل کار می‌کرد (جای که فریلند مربی ساشا بارون کوهن بود)، فریلند آموزش در رشته فلسفه، سیاست و اقتصاد (PPE) در کالج وادهام دانشگاه آکسفورد آغاز کرد. هنگامی که وی در آکسفورد بود، به عنوان دبیر روزنامه چیرویل که متعلق به دانشجویان بود، کار می‌نمود.

## روزنامه‌نگاری
فریلند حرفه خیابان فلیت خود را در روزنامه کم‌عمر سندی کوریسپاندنت آغاز کرد. در ۱۹۹۰ میلادی، او به عنوان گزارش‌گر اخبار به شبکه بی‌بی‌سی پیوسته و برای برنامه‌های تلویزیونی و رادیویی، از جمله برنامه‌های دنیا در یک نگاه (The World at One) و امروز (Today) در رادیو ۴ بی‌بی‌سی، گزارش می‌داد. در ۱۹۹۲ میلادی، او یک بورسیه لارنس استرن از واشینگتن پُست دریافت نموده و در آنجا به عنوان نویسنده‌ای کارمند در مورد اخبار ملی کار کرد. او از ۱۹۹۳ تا ۱۹۹۷ میلادی به عنوان گزارش‌گر روزنامه گاردین در واشینگتن کار می‌کرد و در همان سال به عنوان سرمقاله‌نویس و ستون‌نگار به لندن بازگشت.
فریلند در میان سال‌های ۲۰۰۲ تا ۲۰۰۴ میلادی برای روزنامه دیلی میرَر هرازگاهی به ستون‌نویسی می‌پرداخت و او از ۲۰۰۵ تا ۲۰۰۷ میلادی به‌طور هفتگی برای روزنامه ایونینگ استاندارد ستون می‌نوشت. او هر ماه یک بار برای جویش کرونیکل یک ستون می‌نویسد. او همچنین مقالاتی در روزنامه‌های نیویورک تایمز، نقدنامه کتاب‌های نیویورک، نیوزویک و نیو ریپابلیک منتشر کرده‌است.
فریلند در جشنواره ۲۰۰۲ روزنامه‌ها چه می‌گویند (What the Papers Say) عنوان «ستون‌نویس سال» را از آن خود نموده و در ۲۰۰۸ میلادی برای قدردانی از رساله وی تحت عنوان «دستاورد شگفت‌انگیز بوش» که در نقدنامه کتاب‌های نیویورک منتشر گردید، جایزه دیوید وات در عرصه روزنامه‌نگاری را به‌دست‌آورد. او که هفت بار برای دریافت جایزه جرج اورول نام‌زد شده بود، توانست در ماه می ۲۰۱۴ این جایزه را برای کارهایش در عرصه روزنامه‌نگاری به‌دست‌آورد. در ۲۰۱۶ میلادی، او برنده جایزه «صاحب‌نظر سال» از جوایز صاحب‌نظران انگلستان شد.
فریلند از می ۲۰۱۴ تا اوایل ۲۰۱۶ به عنوان ویراستار اجرائی بخش نظریات روزنامه گاردین کار نموده و امروزه نیز هر شنبه یک ستون برای این روزنامه می‌نویسد.
در نوامبر ۲۰۱۹، فریلند برای ارتکاب یک «خطای بسیار بد» هنگام گزارش‌گریِ اشتباه مبنی بر این‌که نام‌زد پارلمانی آینده حزب کارگر به علت ارایه نظریات یهود ستیزانه در شبکه فیسبوک جریمه شده‌است، عذرخواهی کرد. او این اشتباه در شناسایی هویتِ دو وکیلی که دارای همان نام بودند را به یک «منبع معتبر پیشین از حزب کارگر» نسبت داد که معلومات وی «به‌طور بسیار خصمانه ارایه شده» بود.

## مؤلف
فریلند ده کتاب منتشر کرده‌است: دو کار ادبیات-غیرداستانی با نام خودش و نُه رمان که هشت رمان آن با نام مستعار سام بورن به نشر رسیده‌است.
انقلاب را به خانه بی‌آورید: دلایلی برای یک بریتانیای جمهوری (۱۹۹۸ میلادی) که نخستین کتاب فریلند است، استدلال می‌نماید که بریتانیا باید آرمان‌های انقلابی را که در قرن هجدهم به آمریکا صادر کرد بازیابی نموده و این کشور باید از نظر فرهنگی و قانون اساسی تحت یک ترمیم کامل قرار گیرد. این کتاب برنده جایزه ویلیام سامرست موآم در بخش آثار ادبیات غیرداستانی شده و چندی بعد برای یک سری دو-قسمتی در تلویزیون بی‌بی‌سی انتخاب گردید.
هدیه جیکوب (۲۰۰۵) یک خود زیست‌نامه از زندگی سه نسل از خانواده خود وی بوده و او همچنین در این اثر به پرسش‌های گسترده‌تر هویت و تعلق می‌پردازد. در ۲۰۰۸ میلادی، او یک سری دو-قسمتی برای رادیو ۴ بی‌بی‌سی – یهودی‌های بریتانیایی و رؤیای صهیون – و همچنین دو مستند تلویزیونی را برای شبکه تلویزیونی بی‌بی‌سی چهار پخش کرد: چگونه می‌توان یک رئیس خوب بود و رئیس هالیوود.
مردان پارسا (۲۰۰۶ میلادی)، یک رمان مهیج مذهبی است که تحت تخلص بورن منتشر گردید. این رمان در مورد یک گزارش‌گر اخبار است که پس از ربوده شدن همسرش، هنگامی که او از یک رویداد کشته شدن یک مرد شبه‌نظامی گزارش تهیه می‌کند، زندگی او مختل می‌شود. با افزایش قتل‌های «مردان پارسا» در سراسر جهان، او به زودی خود را در وسط توطئه‌ای می-یابد که موجب چیزی کم‌تر از روز قیامت نمی‌شود.
متعاقباً، کتابی دیگری با تخلص سام بورن تحت عنوان آخرین میثاق (۲۰۰۷) منتشر گردید که ترازبندی از پس‌زمینه فرایند صلح خاورمیانه بود. این کتاب مبتنی بر تجارب نویسنده به عنوان گزارش‌گر برای بیش از بیست سال در آن منطقه و یک گفت-گوی تحت حمایت روزنامه گاردین که روی توافقات ۲۰۰۳ ژنو اثر گذار بود، نوشته شده‌است. شخصیت مرکزی خود را دخیل در ترکیبی از اوضاع سیاسی مدرن و وحی‌های باستانی می‌یابد. شمارش نهایی (۲۰۰۸)، مبتنی بر یک داستان واقعی از انتقام جویان بود: گروهی از بازماندگان هولوکاست که برای انتقام‌گیری از شکارچیان نازی تلاش می‌کردند و این کتاب با تفاوت اندکی رده نخست فهرست پُر فروش‌ترین کتاب‌های سندی تایمز را از دست داد. درست قبل از این‌که چهارمین رمان مهیج با تخلص سام بورن تحت عنوان برگزیده شده (۲۰۱۰) در انگلستان منتشر شود، آژانس خبری بوک‌سیلر در آوریل ۲۰۱۰ گزارش داد که انتشارات هارپرکالینز توافقی با فریلند برای نوشتن سه کتاب دیگر با تخلص بورن، امضاء کرده‌است. هارپرکالینز در ژوئیه ۲۰۱۲ کتاب «معبد خدایان» (Pantheon) را منتشر کرد. ششمین رمان فریلند تحت عنوان «زمستان آمریکایی» با نام سام بورن در ۲۰۱۴ میلادی توسط انتشارات هارپرکالینز منتشر شد، اما دوباره گردآوری شده و مجدداً تحت عنوان «سومین زن» با نام خود فریلند توسط هارپرکالینز در ۲۰۱۵ میلادی منتشر گردید. ششمین رمان وی با تخلص بورن، کشتن یک رئیس، در ۴ ژوئیه ۲۰۱۷ توسط هارپرکالینز به نشر رسید. هفتمین رمان فریلند با نام مستعار سام بورن تحت عنوان قتل حقیقت در فوریه ۲۰۱۹ منتشر شد.

## دیدگاه‌ها

### اسرائیل، صهیونیسم و یهود ستیزی
او که یک صهیونیستِ لیبرال و پیشتاز در انگلستان است، در ۲۰۱۲ میلادی نوشت که از واژه صهیونیسم به‌طور مکرر استفاده نمی‌کند، چون یک غلط فهمی نسبت به این واژه وجود داشته و اغلب به عنوان راست‌گرا تعریف شده‌است. او در رابطه به جنگ ۲۰۱۴ اسرائیل و غزه، بر این باور است که اقدام نظامی باعث تداوم جنگ می‌شود و او همچنین از طرف‌ها خواسته‌است تا با مذاکره به این چرخه‌های خشونت پایان دهند. او، علی‌رغم سلب مالکیت فسطینی‌ها، از حق اسرائیل برای پابرجا بودن دفاع می‌کند، اما امیدوار است تا اسرائیل از «هزینه بالایی» که فلسطینی‌ها پرداخته‌است قدردانی کند.
فریلند حزب کارگر بریتانیا را متهم به رد کردن مسئله یهود ستیزی کرده‌است. او از جناح چپ‌گرا اکیداً درخواست کرده تا با یهودیان «همان برخوردی را داشته باشند که با هر اقلیت دیگر دارند». وی همچنین در مورد اظهارات ملموس یهودستیزانه فلسطینی‌ها و این‌که کوربین با آن‌ها ارتباط برقرار نموده و اظهار داشته‌است که بیشتر اعضای جدید حزب کارگر نسبت به یهودیان متخاصم بودند، نظر داده‌است. نظرهای فریلند برخی انتقادهای را نیز به خود جلب کرده‌است.